# Isaac Silva
Isaac Bastián Silva Zúñiga (Quillota, Chile, 11 de septiembre de 1988) es un futbolista chileno. Juega como delantero en Colchagua Club de Deportes de la Tercera División A de Chile.

## Clubes
| Club                 | País  | Año           |
| -------------------- | ----- | ------------- |
| San Luis de Quillota | Chile | 2006-2008     |
| Municipal Limache    | Chile | 2008          |
| Colchagua            | Chile | 2009-2010     |
| San Luis de Quillota | Chile | 2011          |
| Colchagua            | Chile | 2012-presente |